# Lupparia celebica
Lupparia celebica är en kackerlacksart som först beskrevs av Karlis Princis 1953.  Lupparia celebica ingår i släktet Lupparia och familjen småkackerlackor. Inga underarter finns listade i Catalogue of Life.